# 背景獨立
在理論物理，背景獨立（英文：background independence）是指一個理論中的定義方程獨立於時空的實際形狀以及不同時空內場的值。如此的理論應不需有特定的座標系。而且，對於不同的時空構成或背景，那些方程應具不同解。

## 量子重力理論
由於量子重力研究屬推測性質，怎樣正確執行背景獨立存在不少爭論。最終，答案是由實驗決定，但有任何量子重力實驗結果前，物理學家只可以進行辯論。以下是量子重力的兩個主要理論：

### 弦論
弦論很大程度是固定時空中的微擾理論。雖然這個理論有可能是背景獨立，卻不具明確性。弦場論是將弦論變為具明確背景獨立性質的其中一個嘗試，但至今對其了解的仍然很少。
另一個方法是AdS/CFT對偶，相信能夠提供充分、非微擾、存於反德西特漸近時空的弦論定義。如此，這可能是超選擇中一個已確立充分、背景獨立的理論。然而，此時仍然未有一個充分、非微擾以及存於任意時空背景的理論。
拓撲結構變化是弦論一個已確立的過程。

### 迴圈量子重力
一個非常不同的量子重力理論稱為迴圈量子重力。這理論自稱背景獨立，指起碼幾何量（例如面積）的預測能夠獨立於背景度量。然而，只可說迴圈量子重力的物理只是薄弱地背景獨立，因為其仍需以固定的拓撲結構（被視為背景結構）來定義時空。

## 延伸閱讀
- Rozali, M. . Advanced Science Letters. 2009, 2 (2): 244. arXiv:0809.3962 . doi:10.1166/asl.2009.1031.
- Smolin, L. . 2005. arXiv:hep-th/0507235  |class=被忽略 (帮助).
- Colosi, D.;  et al. . Classical and Quantum Gravity. 2005, 22 (14): 2971–2989. Bibcode:2005CQGra..22.2971C. arXiv:gr-qc/0408079 . doi:10.1088/0264-9381/22/14/008.
- Witten, E. . 1993. arXiv:hep-th/9306122  |class=被忽略 (帮助).
- Stachel, J. . J. Earman, A. Janis, G. Massey and N. Rescher  (编). . University of Pittsburgh Press. 1993: 129–160. ISBN 0-8229-3738-7.
- Stachel, J. . C. C. Gould and R. S. Cohen  (编). . Kluwer Academic. 1994: 141–162. ISBN 0-7923-2481-1.
- Zahar, E. . Open Court Publishing Company. 1989. ISBN 0-8126-9066-4.